# NGC 4134
NGC 4134 (również PGC 38605 lub UGC 7130) – galaktyka spiralna (Sb), znajdująca się w gwiazdozbiorze Warkocza Bereniki. Odkrył ją William Herschel 11 kwietnia 1785 roku. Jest to galaktyka z aktywnym jądrem typu LINER.
W galaktyce tej zaobserwowano supernową SN 2014cn.